# Нака (комуна)
Комуна Нака (швед. Nacka kommun) — адміністративно-територіальна одиниця місцевого самоврядування, що розташована в лені Стокгольм у центральній Швеції.
Нака 273-а за величиною території комуна Швеції. Адміністративний центр комуни — район Стокгольма Нака.

## Населення
Населення становить 92 873 чоловік (станом на січень 2013 року).
| Кількість населення комуни Нака за 1985-2010 роки | Кількість населення комуни Нака за 1985-2010 роки | Кількість населення комуни Нака за 1985-2010 роки | Кількість населення комуни Нака за 1985-2010 роки | Кількість населення комуни Нака за 1985-2010 роки |
| ------------------------------------------------- | ------------------------------------------------- | ------------------------------------------------- | ------------------------------------------------- | ------------------------------------------------- |
| Рік                                               |                                                   |                                                   | Населення                                         |                                                   |
| 1985                                              | 1985                                              |                                                   | 59 688                                            | 59 688                                            |
| 1990                                              | 1990                                              |                                                   | 64 056                                            | 64 056                                            |
| 1995                                              | 1995                                              |                                                   | 70 172                                            | 70 172                                            |
| 2000                                              | 2000                                              |                                                   | 74 974                                            | 74 974                                            |
| 2005                                              | 2005                                              |                                                   | 80 247                                            | 80 247                                            |
| 2010                                              | 2010                                              |                                                   | 90 108                                            | 90 108                                            |
| Джерело: SCB                                      |                                                   |                                                   |                                                   |                                                   |

## Населені пункти
Комуну формують 8 міських поселень (tätort):
- Стокгольм (Stockholm) (частина)
- Фісксетра (Fisksätra)
- Гестгаґен (Hästhagen)
- Чіль (Kil)
- Куммельнес (Kummelnäs)
- Сальтшебаден (Saltsjöbaden)
- Ельта (Älta)
- Боо (Boo)

## Міста побратими
Комуна підтримує побратимські контакти з такими муніципалітетами:
- Пюгтяа, Фінляндія
- Єлгава, Латвія
- Кейла, Естонія
- Гливиці, Польща

## Галерея

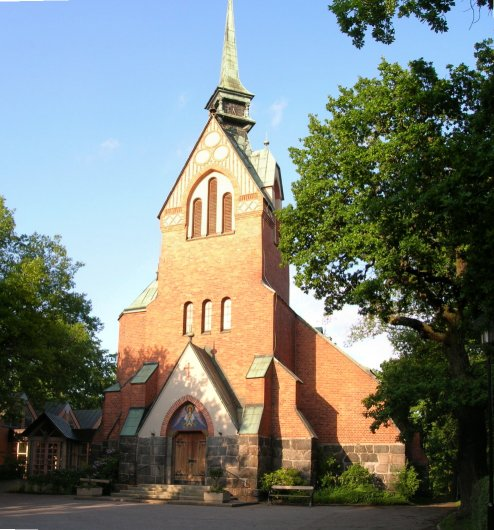
Церква в Наці
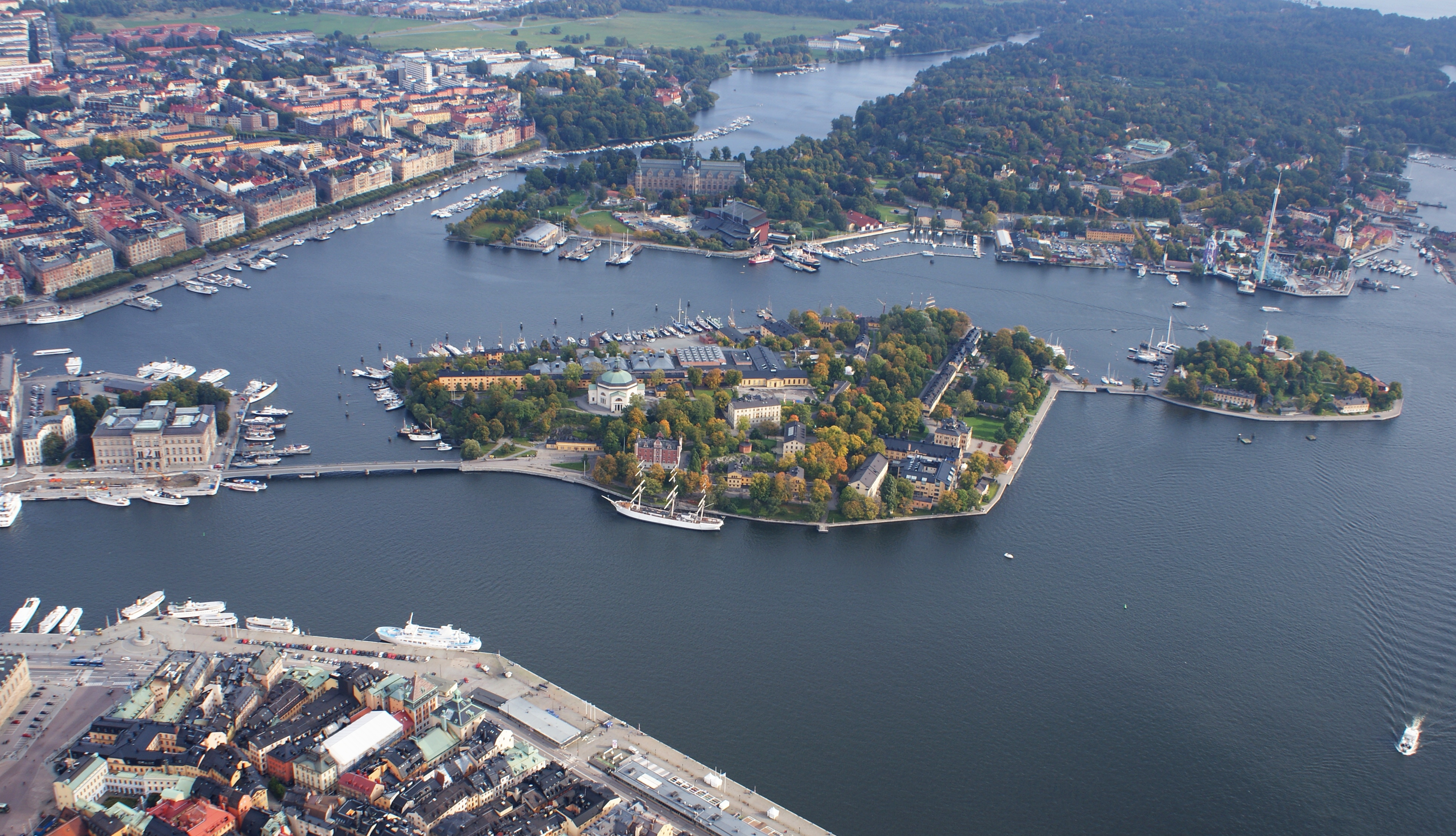
Вид на затоку Сальтшен
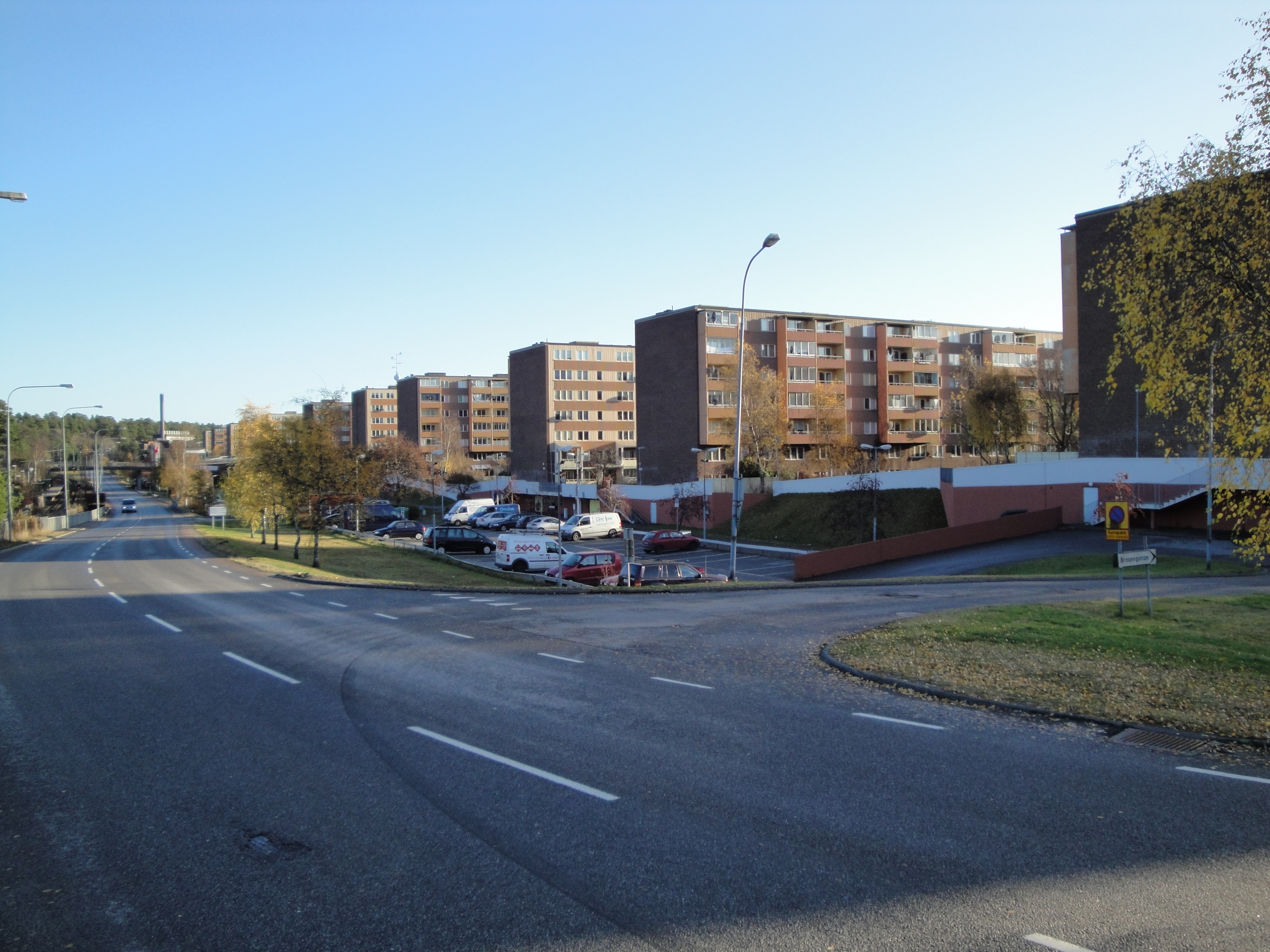
Фісксетра